# Svědek
Svědek je osoba, která podává věrohodnou výpověď o nějaké závažné věci. Důležitý je zejména očitý svědek, který vypovídá o něčem, co sám viděl, slyšel a podobně. Aby se důležité právní akty daly v budoucnosti potvrdit, vyžadují se i dnes svědkové například při svatbě, při závěti a podobně.

## Povinnost svědčit
Při vyšetřování, v občanských sporech i v trestním řízení je svědek osoba, která není ani stranou sporu ani zaměstnancem příslušné instituce. V historických i moderních právních systémech platí, že občan, který něco důležitého o sporné věci ví, je povinen svědectví poskytnout. Za to mu náleží i náhrada výdajů a času. Svědecká povinnost se nevztahuje na osoby, jež jsou v dané věci vázány státním nebo stavovským tajemstvím (například lékařským, zpovědním a podobně) a na případy, kdy by svědek mohl svým svědectvím uškodit sobě nebo osobě blízké.

## Svědek vtrestním řízení
Trestní řád nestanoví podmínky svědecké způsobilosti. Svědky tedy mohou být i osoby trestně neodpovědné, zejména děti nebo osoby s psychickými vadami. Česká právní úprava vychází ze stanoviska, že taková osoba může být slyšena jako svědek, je však třeba přezkoumat schopnost této osoby správně vnímat či vypovídat. Vznikne-li pochybnost, zda svědek je schopen zřetelně vnímat jev, o kterém má podat svědectví, a řádně vypovídat o tom, co vnímal (např. zda dítě je již způsobilé dostatečně vnímat okolní jevy, náležitě je registrovat a reprodukovat), vyřeší si tuto otázku orgán činný v trestním řízení případ od případu sám, zpravidla za pomoci znalce (psychologa, popř. psychiatra).
Základní povinnosti svědka:
1. Povinnost vypovídat[2].
2. Povinnost podrobit se konfrontaci a rekognici[3].
3. Podrobit se vyšetření duševního stavu znalcem[4], prohlídce těla, odběru krve nebo jiným podobným úkonům spojeným se zásahem do tělesné integrity a úkonům vedoucím ke zjištění totožnosti svědka[5], povinnost napsat potřebný počet slov ke zjištění pravosti rukopisu[6].

Základní oprávnění svědka
1. Právo odepřít výpověď[7], právo na respektování zákazu výslechu svědka[8].
2. Právo vypovídat ve svém mateřském jazyce, resp. jazyce, který ovládá, právo na zajištění přítomnosti tlumočníka[9].
3. Právo na právní pomoc – právo aby jím zvolený advokát byl přítomen při výslechu svědka.[10].
4. Právo žádat, aby v protokolu o úkonu trestního řízení nebyly uváděny údaje o bydlišti a doručovací adresa svědka, o místě a výkonu zaměstnání, povolání a podnikání, údaje o rodinných, osobních a majetkových poměrech, není-li to nezbytně nutné pro dosažení účelu trestního řízení[11].
5. Právo ohroženého svědka na poskytnutí informací o pobytu obviněného nebo odsouzeného[12][13]
6. Právo ohroženého svědka na poskytnutí ochrany[14][15].
7. Právo na svědečné[16].

Svědka je před výslechem třeba poučit o jeho právu odepřít výpověď, o tom že je povinen vypovědět úplnou pravdu a nic nezamlčet, o významu svědecké výpovědi a o trestních následcích křivé výpovědi, křivého obvinění a pomluvy; případně i o zákazu výslechu o okolnostech týkajících se utajovaných informací chráněných zvláštním zákonem a jestliže by svou výpovědí porušil státem uloženou nebo uznanou povinnost mlčenlivosti, a o možnosti požádat o utajení své podoby a podepsat protokol smyšleným jménem, pod kterým je pak veden (je-li to důvodné podle § 55 odst. 2 trestního řádu).
Právo odepřít výpověď jako svědek má příbuzný obviněného v pokolení přímém, jeho sourozenec, osvojitel, osvojenec, manžel, partner a druh. Svědek je také oprávněn odepřít vypovídat, jestliže by výpovědí způsobil nebezpečí trestního stíhání sobě, svému příbuznému v pokolení přímém, svému sourozenci, osvojiteli, osvojenci, manželu, partneru nebo druhu anebo jiným osobám v poměru rodinném nebo obdobném, jejichž újmu by právem pociťoval jako újmu vlastní. 
Svědkovi nesmějí být kladeny otázky, v nichž by byly obsaženy klamavé a nepravdivé okolnosti (kapciózní otázky) nebo okolnosti, které se mají zjistit teprve z jeho výpovědi (sugestivní otázky).
Svědek má nárok na náhradu nutných výdajů – svědečné, zahrnující cestovní náhrady a ušlý výdělek.

## Výslech svědka v historii
Proti křivému svědectví se staré společnosti bránily zdůrazňováním závažnosti svědectví, poukazem na to, že svědek není sám, nýbrž že danou událost viděly i různé mocnosti nebo že ji zná Bůh. Indický Zákoník Manuův pachateli i svědkovi připomíná, že svědky jsou zároveň také „bohové, nebe, země, voda, srdce, Měsíc, Slunce, oheň, vítr a soumrak“. Stanoví také, že pokud svědka krátce po svědectví postihne nějaké neštěstí, jeho svědectví bylo falešné. Latinský název pro svědka, testis, patrně souvisí s varlaty, kterých si kdysi svědek při výpovědi pod přísahou držel ruku.